# Autogramm

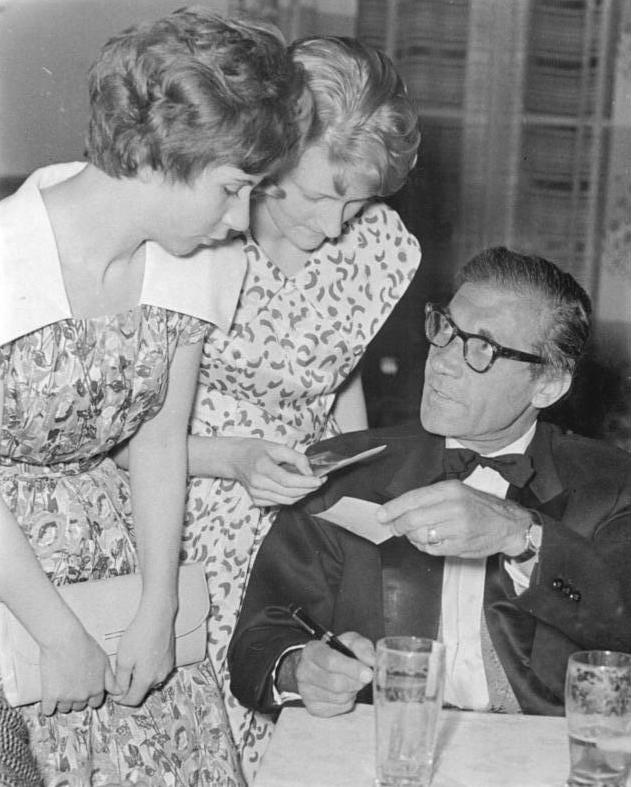
Schauspieler Raimund Schelcher verteilt Autogramme, 1960

Ein Autogramm (von altgriechisch αὐτός autós ‚selbst‘ und γράμμα grámma ‚Buchstabe‘, ‚Schrift‘) ist eine eigenhändig geschriebene Unterschrift. Autogramme sind immer auch Autographen, d. h. eigenhändige Schriftstücke. Der Begriff Autogramm wird vor allem verwendet, wenn eine berühmte Person eine Unterschrift auf ein Foto, eine CD, in ein Buch oder Ähnliches schreibt.
Oft veranstalten Prominente auch sogenannte Autogrammstunden, bei denen die Bücher oder andere Produkte des Stars verkauft und von ihnen signiert werden. Diese Veranstaltungen sind meist mit Werbung oder Merchandising verbunden, z. B. bei der Vorstellung einer Autobiografie.

## Geschichte

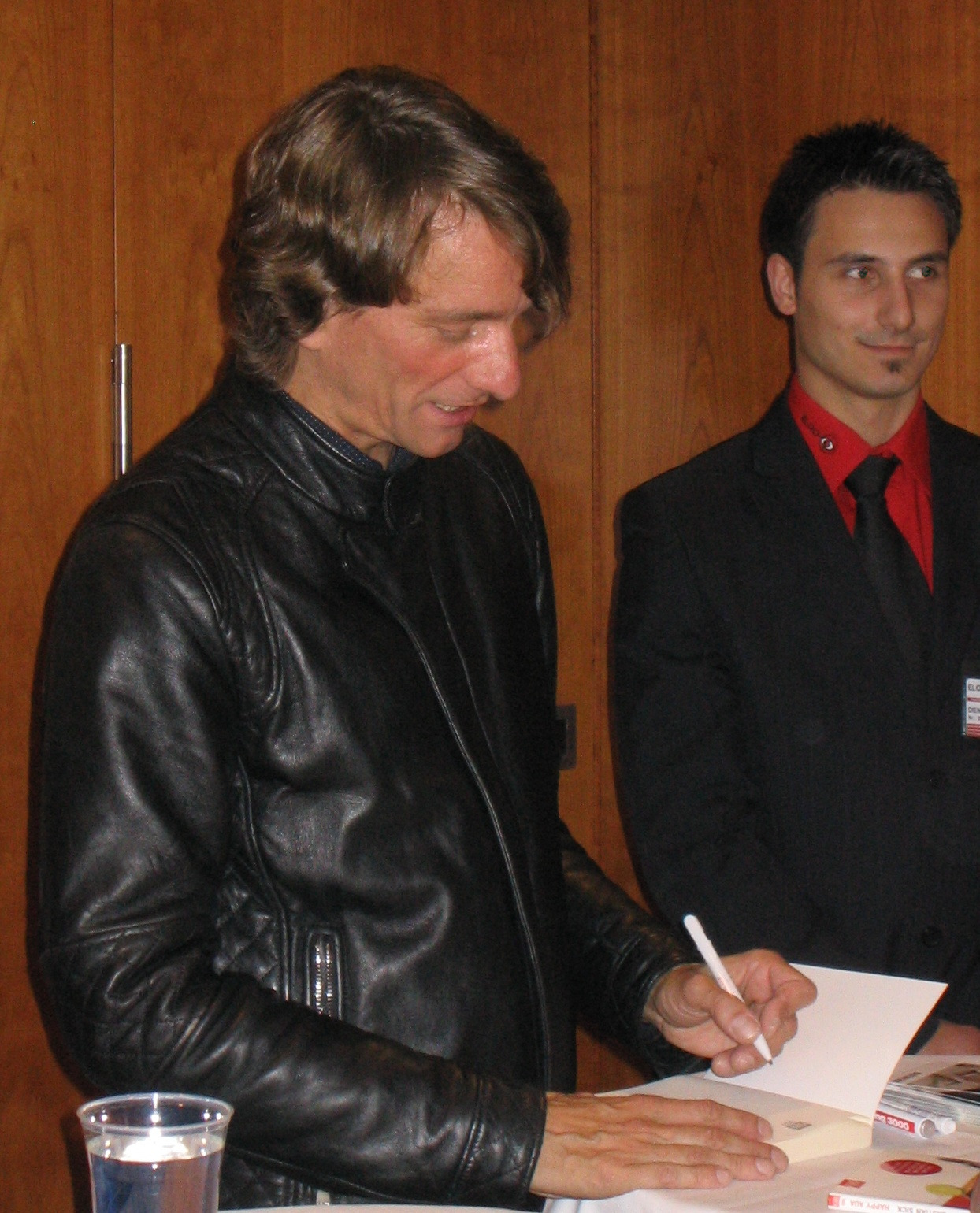
Bastian Sick während einer Autogrammstunde

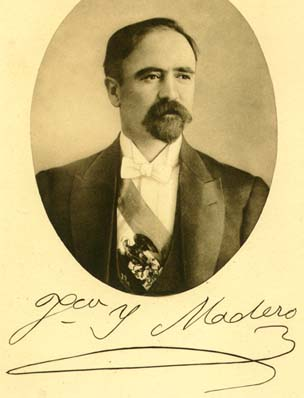
Autogramm des mexikanischen Präsidenten Francisco Madero

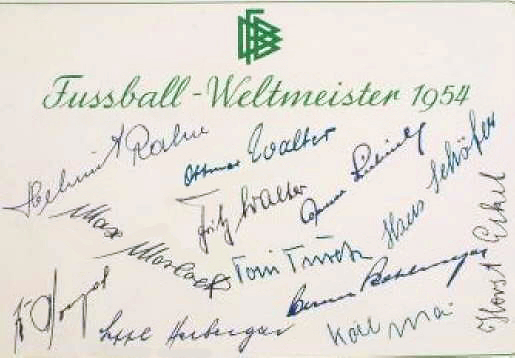
Autogrammkarte mit Unterschrifts-Reproduktionen der Fußballweltmeister 1954

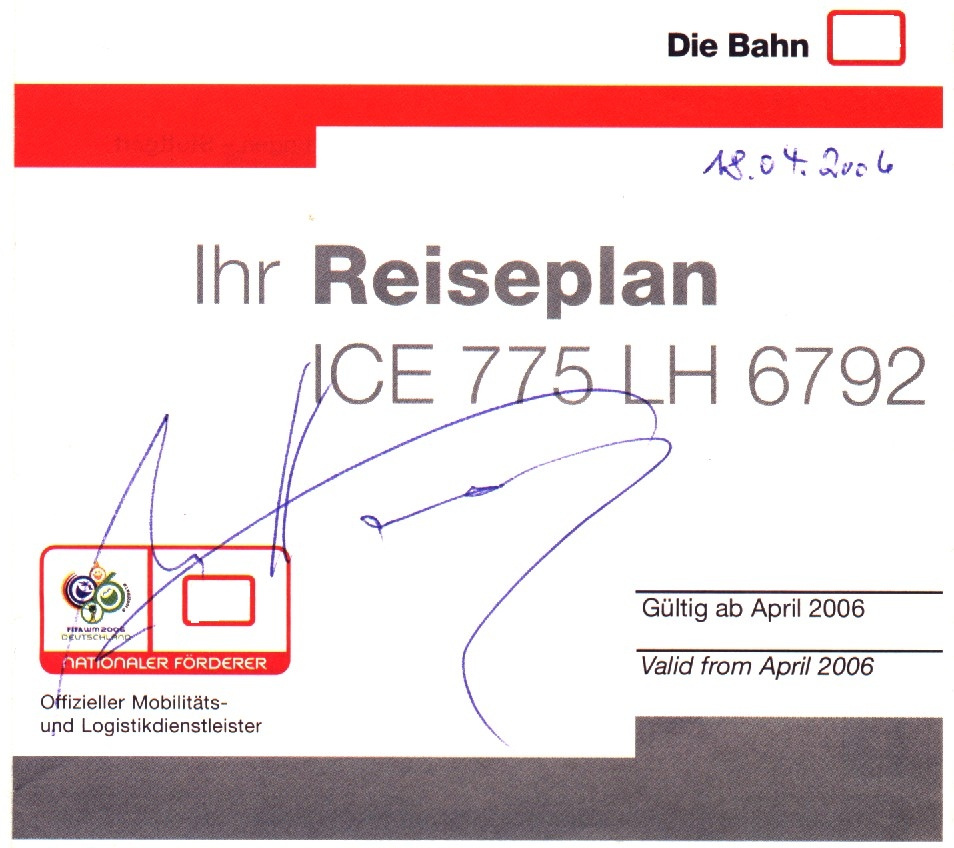
Autogramm Ludwig Haas auf Reiseplan der Deutschen Bahn

Als erster Schreiber von Autogrammkarten mit Foto gilt der bayerische König Ludwig II. Dieser begann kurz nach seiner Thronbesteigung 1864 damit, Fotos von sich zu verschenken, die er bisweilen auch unterschrieb.

## Sammler
Es gibt zwei große Vereine in Deutschland, die sich um das Gebiet des Autogrammsammelns bemühen: die 1986 gegründete AdA (Arbeitsgemeinschaft der Autographensammler e. V.) und den CdA’94 (Club der Autogrammsammler e. V.). Grob geschätzt gibt es in Deutschland mehrere tausende Autogrammsammler, von denen viele in Vereinen organisiert sind. Neben den beiden genannten Vereinen gibt es in Deutschland diverse Printmedien, die sich mit dem Thema beschäftigen. In den USA erscheint seit 1986 das Autograph Collector Magazine.
Entgegen allen Vermutungen sind die meisten Autogrammsammler „Schreibtischtäter“. Die Prominenten werden per Post angeschrieben und schicken meist ein signiertes Bild zurück. Der Anteil der persönlich gesammelten Autogramme (IN-Person-Autogramme) ist in der Sammlerszene eher gering.
Regelmäßig werden sogenannte Sammlerbörsen organisiert, auf denen sich die Autogrammsammler aus ganz Europa treffen und ihre Autogramme tauschen bzw. kaufen können.

## Fälschungen
Eine außergewöhnliche Aktion gegen Autogrammfälschungen unternimmt Anthony Daniels, bekannt als C3PO-Darsteller aus Krieg der Sterne. Auf seiner privaten Website zeigt er viele Autogrammfälschungen und nennt die Verkäufer ungeniert beim Namen. David Prowse (Darth-Vader-Darsteller in Krieg der Sterne) hat sich angeschlossen und informierte auf seiner offiziellen Website über Fälschungen seiner Unterschrift auf eBay.
Nicht nur mutwillige Fälschungen von „Händlern“ sind im Umlauf, sondern ganz „legale“ Fälschungen machen es dem Sammler zusätzlich schwer. Manche Stars lassen sogenannte Sekretäre unterschreiben; so kommen jahrelang Sekretärsunterschriften auf den Markt. Diese Unterschriften sind anhand des Schriftzuges sehr schwer als Fälschung zu identifizieren. Auch sogenannte Autopen-Unterschriften werden immer häufiger. Die Dimensionen der Schrift (Höhe, Breite) sind absolut gleich.
Die Erkennung von Fälschungen ist oftmals nur schwer möglich. Deutliche Kennzeichen für Fälschungen sind beispielsweise Stifte, die in der Zeitepoche der Persönlichkeit nicht existiert haben. Ein „Goethe“ mit einer Edding-Signatur ist somit als echt auszuschließen. 
Seriöse Gutachter können anhand von Scans und Bildschirmanzeigen keine eindeutigen Aussagen treffen. Insbesondere das Potential der Manipulation des Scans oder der Verzerrung durch den Scanner muss hier beachtet werden. Des Weiteren gehen beim Scannen oder Kopieren für einen Gutachter wichtige Details des Schriftzuges verloren, was die Arbeit zusätzlich erschwert.

## Rechtliches
Autogrammkarten mit einem Foto des Prominenten sind urheberrechtlich geschützt und dürfen zwar gehandelt, aber nicht ohne weiteres vervielfältigt und abgebildet werden. Anders verhält es sich mit reinen Unterschriften, beispielsweise auf einem weißen Blatt Papier. An der Unterschrift selbst besteht nämlich kein Urheberrecht (siehe Rechtsschutz von Schriftzeichen).